# Stade Ulrico-Mursa
Le stade Ulrico-Mursa (en portugais : Estádio Ulrico Mursa) est un stade de football situé à Santos, dans l'État de São Paulo, au Brésil. Sa capacité est de 9 139 places.

## Histoire
Le stade, dont est propriétaire le club de football de l'Associação Atlética Portuguesa Santista, porte le nom d'un entrepreneur de Santos très impliqué dans la vie du club. 
Cette enceinte est notamment l'un des sites de la Copa Libertadores féminine 2009.